# Anna (Go to Him)
〈Anna (Go to Him)〉은 아서 알렉산더가 쓰고 녹음한 노래다. 그의 버전은 닷 레코드를 통해 1962년 9월 17일 싱글로 발표되었고, 영국의 록 밴드 비틀즈의 커버판이 그들의 1963년도 데뷔 음반 《Please Please Me》에 수록됐다. 플로이드 크래머가 오리지널 버전에서 피아노를 연주했다. 제목과는 다르게 노래 중 가사에는 "go to him" 대신 "go with him"이 나온다.
올뮤직의 음악 평론가 리치 언터베르거는 곡에 대해 이렇게 설명한다. "'Anna'는, 비록 느릿한 그루브는 느린 발라드보다 중간 정도의 박자에 가깝지만, 위대한 초창기 솔 발라드 중 하나다. 알렉산더의 대다수 곡과 같이 오리지널 버전보다 커버 버전이 유명한 곡이 되었다. 그리고 사실 1962년 출시 당시에는 팝 차트에서 68위에, R&B 차트에서는 10위에 오르는 작은 히트를 기록했다." 평론가 데이브 마시는 알렉산더의 〈Anna (Go to Him)〉을 역대 가장 위대한 1001장의 싱글에 포함시켰으며, "다정하고 활기찬 리듬"과 탄탄한 당김음조의 드럼 연주, 그리고 알렉산더의 보컬, 그중에서 후렴의 도입부를 호평했다. 그리고 존 레논이 〈In My Life〉와 같은 발라드를 부를 때 알렉산더의 연주를 보고 배운 것 같다고 덧붙였다.

## 비틀즈 버전
존 레논이 개인적으로 좋아한 이 곡은 비틀즈의 초기 공연 레퍼토리가 되었고, 이어서 그들의 1963년도 데뷔 음반 《Please Please Me》에 녹음돼 수록되었다. 비틀즈가 부른 노래 중 특정한 소녀의 이름이 호명되는 첫 노래다. 미국에서는 1964년 1월 10일 비제이 레코드를 통해 《Introducing... The Beatles》에 담기여 출시, 그리고 1965년 3월 22일 캐피틀 레코드에서 《The Early Beatles》에 수록해 재출시되었다. 비제이 사는 곡을 EP 《Souvenir of Their Visit: The Beatles》에도 수록해 미국에서 출시했다.
밴드는 1963년 2월 11일에 곡을 녹음했다. 세 테이크를 녹음한 뒤 마지막인 세 번째가 선정되어 2월 25일 리믹싱을 했다. 조지 해리슨이 기타로 독특한 구절을 녹음했다. 비틀즈는 〈Anna (Go to Him)〉를 BBC의 라디오 프로그램 《팝 고 더 비틀즈》에 방송하기 위해 1963년 6월 17일 녹음을 해 6월 25일 전파를 탄다. 이후 1963년 8월 1일 재차 녹음해 방송으로 8월 27일 내보낸다.
언터베르거는 비틀즈의 버전을 이렇게 극찬한다. "링고 스타는 특유의 독특한 드럼 리듬과 풋 심벌즈 소리를 충실히 모방했다. 하지만, 레논의 보컬은 알렉산더와는 달리 고문의 아픔을 더한 듯 하다. 특히나 브리지의 마무리에서 나타난 그의 절규에서 두드러진다. 비틀즈의 백업 하모니 보컬은 대단히 훌륭하며 [알렉산더의 버전보다] 더욱 효과있다." 음악 평론가 이언 맥도널드는 레논의 보컬에 대해 다른 시각으로 평론한다. "남성적인 노래에 열정적인 젊음의 혈투가 담기었다."

### 참여 인원
- 존 레논 - 보컬, 어쿠스틱 리듬 기타
- 폴 매카트니 - 베이스 기타, 백 보컬
- 조지 해리슨 - 리드 기타, 백 보컬
- 링고 스타 - 드럼

노먼 스미스가 엔지니어로 참여
이언 맥도널드 제공